# Hrvatski socijaldemokrati
Hrvatski socijaldemokrati, politička stranka lijeve provenijencije, koja djeluje u Republici Hrvatskoj.
Nastali su 2004. odvajanjem od Socijaldemokratske partije Hrvatske, a utemeljitelji su bili Zdravko Tomac i Jerko Zovak. 
Na izborima 2007. nastupili su u savezu s Ljevicom Hrvatske, Socijalističkom radničkom partijom Hrvatske i Istarskim socijaldemokratskim forumom. 

## Povijest
Hrvatski socijaldemokrati osnovani su u Slavonskom Brodu 29. svibnja 2004. kao politička stranka hrvatske ljevice. Prvim joj je predsjednikom Jerko Zovak, a od prosinca 2010. dr. sc. Ivica Pančić. Predsjednikovanje mu je osporilo Ministarstvo uprave Republike Hrvatske na što je Pančić najavio žalbu Upravnom sudu Republike Hrvatske.
Jerko Zovak je jedan od (bivših) SDP-ovaca koji ima zavidan ratni put u obrani Slavonskoga Broda, te je bivši Račanov izazivač i pisac alternativnoga statuta SDP-a, čiji su amandmani na Statut mahom odbijeni.
Sjedište je stranke u Slavonskome Brodu. Stranka je upisana u Registar političkih stranaka u Republici Hrvatskoj pod registarskim brojem 172, s nadnevkom upisa 22. srpnja 2004. godine.

## Sažetak programa
Hrvatski socijaldemokrati žele promicati i ustrajno se boriti za ideje i interese svih državljana koji sredstva za život stječu svojim radom, od kog žele dostojanstveno i pošteno živjeti. Hrvatski socijaldemokrati teže ideji uređene hrvatske pravne države svih državljana, u kojoj će se donositi odluke utemeljene na njihovih nacionalnim, gospodarskim, kulturnim, religijskim i socijalnim potrebama, u domovini i izvan nje.

## Čelništvo stranke
| Dužnost                          | Osobno ime         |
| -------------------------------- | ------------------ |
| predsjednik                      | Jerko Zovak        |
| potpredsjednik                   | Mirko Pačarek      |
| blagajnica                       | Marija Fucak       |
| predsjednica Statutarnoga odbora | Ljubica Bogdanović |
| predsjednik Časnoga suda         | Mislav Šimunić     |
| predsjednica Nadzornoga odbora   | Diana Bagraić      |
| glavni tajnik                    | Vlado Kovačević    |
| predsjednik Savjeta              | Mate Roso          |

Rukovodstvo HSD-a izabrano 2010.: Ivica Pančić, Darivoj Repač, Franca Moscarda, te Tatjana Čumpek.

## Vanjske poveznice
- Službena stranica